# Lucian Metianu
Lucian Metianu (født 3. juni 1937 i Cluj-Napoca, Rumænien) er en rumænsk/schweizisk komponist og lærer.
Metianu studerede komposition på Musikkonservatoriet i Bukarest hos Anatol Vieru, Aurel Stroe, Alfred Mendelsohn, og Tiberiu Olah. Han underviste som lærer i elektronisk musik på Musikhøjskolen i Köln i Tyskland. Metianu har skrevet kammermusik, elektronisk musik, strygerkvartetter, solostykker for mange instrumenter etc. Han blev schweizisk statsborger i (1984).

## Udvalgte værker
- Pythagoreis - Elektronisk musik
- Volume - for solo cello
- Strygekvartet nr. 1 og 2
- Evolution - for kontrabas